# Hüttengrund (Sonneberg)
Hüttengrund ist ein Ortsteil der Stadt Sonneberg im Landkreis Sonneberg in Thüringen.

## Lage
Das Dorf liegt im Steinachtal an der ständig ansteigenden und kurvenreichen Landesstraße 1150, genannt Steinacher Straße.

## Geschichte
1604/1606 weist Kahl die urkundliche Ersterwähnung von Hüttengrund nach.
Am 16. August 1604 erhält Thomas Paul vom Herzog Casimir zu Coburg das Recht auf Erbauung eines zweiten Hammers unterhalb und eines dritten Hammers oberhalb des Ölsetümpfels, die als Nebenbetrieb des Hüttenwerkes Hüttensteinach angelegt wurden. Aus diesen Hämmern wurden später Blechhämmer, wodurch Blechhammer seinen Namen erhielt.
Mit Eröffnung der Bahnstrecke Sonneberg–Lauscha am 1. Oktober 1886 erhielt Hüttengrund mit der gleichnamigen Station Eisenbahnanschluss.
Bei Beginn der Zeit des Nationalsozialismus wurden politische Gegner verfolgt, so der KPD-Zeitungsverantwortliche Karl Müller, der im KZ Nohra interniert wurde. Während des Zweiten Weltkrieges mussten 54 Frauen und Männer aus Russland, der Ukraine und Frankreich bei der Firma Peters & Rauschert Zwangsarbeit verrichten.
Ursprünglich bildete der Hüttengrund, der von der Heymannsmühle bis zur Bollersmühle, dem Zusammenfluss von Rögitz und Ölse, reichte, eine politische Gemeinde, die 1848 in Hüttensteinach und Hüttengrund aufgeteilt wurde. Hüttengrund und Blechhammer wurden zur Gemeinde Hüttengrund vereinigt, die 1994 in der Einheitsgemeinde Engnitzthal und 1997 wiederum in der Gemeinde Oberland am Rennsteig aufging. Diese wurde Ende 2013 aufgelöst und in die Stadt Sonneberg eingemeindet.
In Hüttengrund arbeitet landschaftsprägend ein Hartsteinwerk, in dessen Steinbruch seit dem Anfang des 20. Jahrhunderts  Grauwacke abgebaut wird. Nach der Aufbereitung des Gesteins zu Packlager, Schotter, Split etc. erfolgt der Abtransport unter anderem auch per Bahn.

## Persönlichkeiten
- Alexander Koch (1852–1923), in Hüttengrund geborener Bauingenieur, Baubeamter und Hochschullehrer